# Algeciras Club de Fútbol
Algeciras Club de Fútbol é um clube de futebol  da cidade de Algeciras, na Espanha. Foi fundado em 1912 e atualmente joga na 3ª divisão espanhola. Tem como presidente Ricardo Alfonso Álvarez. Joga no Estádio Nuevo Mirador.

## História
O gosto pelo futebol chegou a cidade de Algeciras no fim do século XIX vindo da colônia britânica de Gibraltar. As equipes da cidade e as equipes das demais cidades do Campo de Gibraltar, comarca pertencente à província de Cádiz, realizam as primeiras competições locais. Nos primeiros anos, as equipes da cidade jogavam nos diversos campos de areia nos arredores da cidade, um desses campos provisórios era localizado em uma zona da cidade denominada El Calvario, perto da área de diversão da cidade, será neste campo a primeira partida da equipe Algeciras Club de Fútbol.
A equipe foi fundada, oficialmente, em 1912, tendo como jogadores Ricardo Torres, Márquez, Bourman, Casero, Aguilera, Beneroso, Arrabal, Illescas, Imossi, Julio Saénz, Camuesco, Butrón, Coca, Marset, Rivas, Calderón, Beli, Maciste y Díaz; jogando sua primeira partida contra o time Alexandra de Gibraltar, partida esta que terminou empatada em 0 X 0.
Durante suas três primeiras décadas, a equipe joga apenas nas categorias regionais andaluzas, encerrando suas atividades durante a Guerra Civil Espanhola. Retorna em 1940 na divisão regional e em 1943 vai para a terceira divisão espanhola.
Na temporada 1956/57 a equipe funde-se com a España de Tánger, passando a denominar-se España de Algeciras ainda que na temporada seguinte volte a chamar-se Algeciras Club de Fútbol. Em 16 de setembro de 1954 é inaugurado o Estádio El Mirador, tendo o confronto inicial entre a Selección Andaluza de Fútbol e o Athletic de Bilbao, com resultado de 1 a 5 para os Bilbaos; desta maneira a equipe tem a disposição instalações mais modernas abandonando de vez o antigo estádio de El Calvário, ameaçado pelo crescimento da cidade.
Na temporada 1963/64, a equipe ascende pela primeira vez à segunda divisão espanhola, após vencer, em Valencia, o CD Atlético Baleares. Nesse mesmo ano debuta o jogador Juan López Hita, que quatro anos mais tarde atuará pelo Sevilla F.C. e disputará diversos jogos pela Seleção Espanhola de Futebol. O Algeciras C.F. permanecerá nesta categoria durante quatro anos, até que na temporada de 1966/67 cai para a terceira divisão. Três anos mais tarde sofre novo descenso indo novamente para o campeonato regional.
Nos anos seguintes, a equipe vai se recuperando gradualmente; assim na temporada 1974/75 é novamente promovida à terceira divisão. Na temporada 1976/77 é promovida à segunda divisão B e em 1977/78 é promovida novamente à segunda divisão após ganhar no Estádio El Mirador a liga de acesso frente ao Girona Fútbol Club. Sofrerá novo descenso na temporada 1979/80 para ter novo acesso na temporada 1983/84, após ter jogado a liga de acesso ao lado de clubes como Granada Club de Fútbol, Albacete Balompié e Calvo Sotelo Club de Fútbol. Na temporada seguinte a equipe sofre novo descenso e começa então um momento de dificuldades econômicas e de esportes, que culminam, em três anos mais tarde, em 1986, em descenso para a Regional Andaluza por não pagamentos à Federação Espanhola de Futebol.
Após isso, se sucedem diversos anos em que a equipe figura entre os times da terceira divisão e a segunda divisão B até que na temporada 2002/03 a equipe consegue ascender à segunda divisão espanhola, pela quarta vez em sua história, ganhando sua partida frente ao Bilbao Athletic. Nessa temporada, o clube sagrou-se campeão do grupo IV da segunda divisão B, após haver disputado uma liga de acesso impecável. Anos antes, em 1999, a equipe havia inaugurado um novo estádio, denominado El Nuevo Mirador, tendo como partida de estreia a equipe local jogando contra o Real Bétis, que ganhou o jogo por um gol a zero. O novo estádio teve sua capacidade aumentada para 7500 espectadores. A equipe começa novamente a passar por uma série de problemas econômicos.
Na temporada 2004/05 a equipe sofre novo descenso à segunda divisão B, sendo novamente rebaixada na temporada 2005/06 para a terceira divisão. Após uma temporada de falta de pagamento aos jogadores e a comissão técnica, a equipe é novamente rebaixada a Primeira Divisão Regional Andaluza. Durante a temporada 2008/09, a equipe dirigida pelo técnico algecireño Diego Pérez “Yiyi”, ascendeu novamente a Terceira Divisão Espanhola. Essa equipe está a frente da população da região, remando todos em um mesmo sentido: Conservar quase 100 anos de história.

## Elenco atual
Legenda
- : Capitão
- : Jogador suspenso
- : Jogador lesionado

## Uniformes
O uniforme inspira-se no do Southampton Football Club, time inglês. O fornecedor de uniformes da equipe é a Hummel.
O uniforme principal da equipe consiste em camiseta branca com listras vermelhas, shorts azuis com listras laterais brancas e meias vermelhas.
O uniforme reserva da equipe consiste em camiseta verde com detalhes camuflados, shorts pretos e meias pretas.

## Temporadas em cada divisão
- Temporadas na Primeira Divisão Espanhola (1ª):0
- Temporadas na Segunda Divisão Espanhola (2ª): 9
- Temporadas na Segunda Divisão B Espanhola (2ªB): 14
- Temporadas na Terceira Divisão Espanhola (3ª): 35
- Melhor posição alcançada: 3º lugar na Segunda Divisão Espanhola - Temporada - 1965-66

## Títulos

### Torneios Nacionais

#### Campeão
- Temporada 1955-1956 : Campeão da 3ª Divisão Espanhola grupo XI
- Temporada 1961-1962 : Campeão da 3ª Divisão Espanhola grupo XI
- Temporada 1987-1988 : Campeão da 3ª Divisão Espanhola grupo X
- Temporada 1999-2000 : Campeão da 3ª Divisão Espanhola grupo X
- Temporada 2002-2003 : Campeão da 2ª Divisão B grupo IV
- Temporada 2006-2007 : Campeão da 3ª Divisão Espanhola grupo X

#### Vice-Campeão
- Temporada 1977-1978 : Vice-Campeão da 2ª Divisão B Espanhola
- Temporada 1982-1983 : Vice-Campeão da 2ª Divisão B Espanhola

### Torneios Internacionais
O clube nunca disputou nenhum torneio internacional.